# Leaving Fear Behind
Leaving fear Behind, ook wel bekend onder de titel Leaving Fear behind: I Won't Regret to Die, is een korte Tibetaanse documentairefilm die gefilmd is door amateur filmmaker Döndrub Wangchen. Wangchens doel was de beweringen van de Chinese autoriteiten te weerleggen, dat tegengeluiden alleen van Tibetanen in ballingschap komen. De film is geproduceerd door Filming for Tibet van Döndrub Wangchen.

## Verhaal
De film, is opgenomen is in vooral het Oosten van Tibet, toont een kijkje in het leven van de onderdrukte Tibetaanse bevolking. In de film worden mensen ondervraagd over hoe ze werkelijk denken over China, de veertiende dalai lama en de naderende Olympische Spelen.

## Achtergrond
De documentaire bestaat geheel uit filmbeelden gemaakt door de Tibetaanse amateurfilmer Döndrub Wangchen. Hij maakte de documentaire als reactie op het mediaspektakel rondom de Olympische Zomerspelen 2008 in Peking. Doel van Wangchen was om de aandacht te trekken van de buitenwereld nu China in het middelpunt van de media-aandacht stond, en de beweringen van de Chinese autoriteiten te weerleggen dat tegengeluiden alleen van Tibetanen in ballingschap komen.
De filmbeelden werden buiten weten van de Chinezen om gemaakt en nadien het land uitgesmokkeld. Voor de film reisde Wangchen heel Tibet door. Hij gaf de ondervraagde mensen een kans om onherkenbaar in beeld te worden gebracht, maar de meeste mensen kozen ervoor hun gezicht niet te verbergen. In totaal werd tussen oktober 2007 en maart 2008 voor 35 uur aan filmmateriaal gemaakt, maar hiervan is uiteindelijk 25 minuten verwerkt in de documentaire.
Wangchen zelf was onervaren, maar had zichzelf de basistechnieken voor het filmen aangeleerd. De opnames van de film werden begin maart 2008 afgerond, net voor de grote protesten onder de Tibetanen losbraken.
Wangchen is naderhand gearresteerd. Op 7 januari 2010 werd bekendgemaakt dat hem zes jaar cel werd opgelegd vanwege verdeling van het vaderland. Voor hij de film openbaar maakte, smokkelde hij zijn vrouw en kinderen naar het buitenland.